# 코네
코네(KONE Oyj)는 핀란드 에스포에 본사를 둔 회사이다. 엘리베이터 · 에스컬레이터 · 무빙 워크 등의 제조 · 판매 및 유지 보수 서비스를 실시하고 있다. 직원 수는 약 2만 7천명으로, 세계 40여개국 800곳의 서비스 센터 운영, 빌딩의 건설 업체와 건축가, 소유자 등을 대상으로 사업을 전개하고 있다.
1924년부터 KONE은 핀란드에서 가장 부유 한 가족 중 하나 인 Herlin 가족이 관리해 왔다. Harald Herlin이 1924년 회사를 인수 한 후 1941년까지 회장직을 역임했다. 그 후 그의 아들 Heikki H. Herlin이 1941년부터 1987년까지 아버지의 직책을 맡았다. 회사의 지배권은 그의 아들 인 Pekka Herlin에게 넘겨졌고 1987년부터 2003년까지 유지되었다. 2003년부터 현재 KONE 이사회 의장은 Pekka Herlin의 아들 인 Antti Herlin 이. 2019년 12월 현재 Antti Herlin은 의결권 62 %와 헬싱키 증권 거래소에 상장 된 회사 주식의 22 %를 직간접 적으로 관리한다. 한국에서는 구 수림엘리베이터 법인을 인수해서 진출했으나 실적부진으로 2010년 한국법인을 폐업시키며 철수했다.

핀란드어로 Kone은 "기계"또는 "장치"를 의미한다

## 역사

### 1910–1964
KONE (당시 Osakeyhtiö Kone Aktiebolag로 알려짐)은 1910년 Gottfr의 자회사로 설립되었다. Strömberg Oy. Graham Brothers 엘리베이터를 수입 할 수 있는 Strömberg의 라이센스가 새 회사로 이전되었다. 코네는 1917년 라이센스 계약을 종료하기 전에 몇 대만 판매했다. 당시 50 명의 직원 만있는 회사였던 코네는 1918년에 자체 엘리베이터를 만들고 설치하기 시작했다. 6년 후인 1924년 기업가 Harald Herlin은 Strömberg에서 KONE을 인수했다. 회사 이사회의 새로운 회장이 되었다. 그의 아들 Heikki H. Herlin이 회사에 합류하여 1928년 기술 이사로 임명되었다. 그의 사무실은 이전에 KONE이 인수하여 엘리베이터 생산 시설로 개조한 헬싱키의 하아파니에미 거리에 있는 마가린 공장에 있었다.
1932년 Heikki H. Herlin이ONE의 사장으로 취임했다
KONE의 첫 해외 자회사 인 스웨덴의 AB Kone Hissar는 1957년에 설립되었다
제 2 차 세계 대전 이후, 코네는 소련에 지급되는 전쟁 배상금에 엘리베이터, 전기 호이스트 및 크레인을 기증하도록 핀란드 정부에 의해 요청되었다. 이 프로그램을 통해 KONE은 용량을 확장하고 생산 프로세스를 합리화하며 까다로운 제조 일정을 충족하는 방법을 배웠다.
1950년대에 KONE은 최초의 그룹 제어 장치, 자동문 및 유압식 엘리베이터를 도입했다.
1964년 Heikki H. Herlin는댚푱잇58직물를터 행정이사로 재직한 그의 아들 Pekka에게 넘겼다.